# Yellow Furze
Yellow Furze (en irlandais, an Aitinn Bhuí, petite localité jaune) est un petit village du comté de Meath, en Irlande. Il est situé à 5 km au sud-ouest de Slane, à la limite entre les townlands de Dollardstown (« Baile an Dolardaigh ») et Seneschalstown (« Baile an tSeanascail »).
Yellow Furze est dans la paroisse catholique de Beauparc qui s'étend sur le côté sud de la rivière Boyne entre Navan et Slane. L'église de l'Assomption est près du cimetière.

## Culture populaire
La chanson " The Lady from Yellow Furze " a été enregistrée par Christy Moore dans son album de 1993 "King Puck".